# Grupo de las Naciones Unidas para el Desarrollo
El Grupo de las Naciones Unidas para el Desarrollo (GNUD) es un consorcio de agencias de las Naciones Unidas (ONU) creado por el Secretario General de esa organización en 1997 para mejorar la efectividad de las actividades de desarrollo de la ONU a nivel nacional.
Sus prioridades estratégicas son responder a la amplia revisión trienal de políticas (TCPR por su sigla en inglés) -que se convertiría en 2008 en la amplia revisión cuatrienal de políticas (QCPR por su sigla en inglés)- y a las prioridades de desarrollo mundial, así como asegurar que el sistema de desarrollo de la ONU se vuelve más internamente centrado y coherente. Las prioridades estratégicas del UNDG dirigen los esfuerzos (tanto mundiales como regionales o locales) de sus miembros para facilitar un cambio gradual en la calidad e impacto del apoyo de la ONU a nivel nacional. Actualmente, el UNDG es uno de los principales actores de la ONU involucrados en la aplicación de la Agenda de Desarrollo Post-2015.
El UNDG reúne 32 agencias y grupos de la ONU, más 5 observadores que trabajan en varios asuntos de desarrollo.

## Historia
Hacia 1997 se hicieron llamamientos dentro de las Naciones Unidas para juntar a todas las agencias de la ONU que trabajaban en desarrollo, porque los muchos programas, fondos y agencias estaban invadiendo mutuamente sus campos de actuación. Esto sucedía especialmente con la iniciativa Actuando como uno. Una propuesta inicial era fusionar la UNICEF, el Programa Mundial de Alimentos y el UNFPA con el UNDP. Finalmente, el entonces Secretario General Kofi Annan trabajó para formar el UNDG y se ganó las alabanzas del entonces administrador del UNDP Administrador James Speth.

## Miembros del UNDG
- UNDP - Programa de las Naciones Unidas para el Desarrollo
- UNICEF - Fondo de las Naciones Unidas para la Infancia
- UNFPA - Fondo de Población de las Naciones Unidas
- WFP - Programa Mundial de Alimentos
- OHCHR - Oficina del Alto Comisionado de las Naciones Unidas para los Derechos Humanos
- ONU Mujeres (anteriormente UNIFEM)
- UNOPS - Oficina de las Naciones Unidas de Servicios para Proyectos
- ONUSIDA - Programa Conjunto de las Naciones Unidas sobre el VIH/sida
- ONU-HÁBITAT - Programa de Naciones Unidas para los Asentamientos Humanos
- UNODC - Oficina de Naciones Unidas contra la Droga y el Delito
- OMS - Organización Mundial de la Salud
- DESA - Departamento de Asuntos Económicos y Sociales de Naciones Unidas
- IFAD - Fondo Internacional de Desarrollo Agrícola
- UNCTAD - Conferencia de las Naciones Unidas sobre Comercio y Desarrollo
- UNESCO- Organización de las Naciones Unidas para la Educación, la Ciencia y la Cultura
- FAO - Organización de las Naciones Unidas para la Alimentación y la Agricultura
- UNIDO - Organización de las Naciones Unidas para el Desarrollo Industrial
- OIT - Organización Internacional del Trabajo
- UNECA - Comisión Económica para África
- UNECE - Comisión Económica de las Naciones Unidas para Europa
- UNECLAC - Comisión Económica para América Latina y el Caribe
- CESPAP - Comisión Económica y Social para Asia y el Pacífico
- CESPAO- Comisión Económica y Social para Asia Occidental
- OHRLLS - Oficina del Alto Representante para los Países Menos Adelantados, los Países en Desarrollo sin Litoral y los Pequeños Estados Insulares en Desarrollo
- SRSG/CAC - Representante especial del Secretario General para Niños y Conflicto Armado.
- UNEP - Programa de las Naciones Unidas para el Ambiente
- ACNUR - Alto Comisionado de las Naciones Unidas para los Refugiados
- OSAA - Oficina del Consejero Especial sobre África.
- OMT - Organización Mundial del Turismo
- OMM - Organización Meteorológica Mundial
- UIT - Unión Internacional de Telecomunicaciones

## Observadores[6]
- ITC -	Centro de Comercio internacional
- Banco Mundial
- UNCDF - Fondo de las Naciones Unidas para el Desarrollo de la Capitalización
- UNFIP - Fondo de Naciones Unidas para las Asociaciones de Colaboración
- OCHA - Oficina de Naciones Unidas para la Coordinación de Asuntos Humanitarios
- DAP - Departamento de Asuntos Políticos de las Naciones Unidas
- UNDPI - Departamento de Información Pública de las Naciones Unidas
- DSG - Vicesecretaría General de Naciones Unidas
- UNICRI - Instituto Interregional de las Naciones Unidas para la Investigación de la Delincuencia y la Justicia.
- UNIDIR - Instituto de las Naciones Unidas de Investigación sobre el Desarme
- UNISDR - Oficina de las Naciones Unidas para la Reducción del Riesgo de Desastres
- UNITAR - Instituto de las Naciones Unidas para Formación Profesional e Investigaciones
- UNRISD - Instituto de Investigaciones de las Naciones Unidas para el Desarrollo Social
- UNSSC - Campus para el personal de las Naciones Unidas
- UNU - Universidad de Naciones Unidas
- UNV - Voluntarios de las Naciones Unidas

## Liderazgo y organización

### Estructura
El UNDG es uno de los tres pilares de la Junta de Ejecutivos Jefes (CEB por sus siglas en inglés) del sistema de la ONU. Este sistema fomenta la coordinación y la cooperación en una amplia gama de asuntos, sustanciales y de gestión, que afectan a las agencias de la ONU. El CEB reúne regularmente a los directores ejecutivos de estas agencias bajo la presidencia del Secretario General. Dentro de la estructura del CEB: 
- el Comité de Alto Nivel sobre Gestión trabaja en asuntos de administración y gestión de amplitud sistémica;
- el Comité de Alto Nivel sobre Programas considera asuntos de política mundial; y
- el UNDG trata actividades operacionales para el desarrollo centradas en el trabajo a nivel nacional.

El administrador del Programa de la ONU para el Desarrollo (UNDP por sus siglas en inglés) preside el UNDG. La presidencia del UNDG informa al Secretario General y al CEB sobre los progresos en la aplicación de su plan de trabajo, y sobre la gestión del Sistema de Coordinador Residente.

### Liderazgo
El Consejo Económico y Social de las Naciones Unidas y la Asamblea General de las Naciones Unidas proporcionan supervisión y mandatos para el UNDG. El UNDG es supervisado por el Comité Económico y Financiero (Segundo Comité) de la Asamblea General. El UNDG ha proporcionado informes como el análisis estadístico amplio de la financiación de actividades operacionales para desarrollo del sistema de ONU en 2006 y el análisis estadístico amplio de la financiación de actividades operacionales para desarrollo del sistema de ONU en 2007 a la Asamblea General.
El presidente del UNDG es el administrador del UNDP. Desde el inicio del UNDG, lo han presidido las siguientes personas:
- James Speth (1997–1999)
- Mark Malloch Brown (1999–2005)
- Kemal Derviş (2005–2009)
- Helen Clark (2009–2017)
- Achim Steiner (2017– )

### Grupo asesor del UNDG
Bajo el liderazgo Kemal Derviş se estableció un grupo asesor, que proporciona a la presidencia del UNDG consejo y guía para manejar las dimensiones operacionales y el Sistema de Coordinador Residente. En 2009, los miembros no rotacionales del grupo asesor eran: FAO, ILO, UNDP, UNESCO, UNFPA, UNICEF, UNHCR, WFP, OMS y UNIDO. Los miembros rotacionales (para un periodo de un año, en 2016) fueron: UNCTAD (representando a UNEP, Hábitat y UNODC) y la Comisión Económica y Social para África Occidental (representando a 5 comisiones regionales).

### Oficina de Coordinación de Operaciones de Desarrollo
La Oficina de Coordinación de Operaciones de Desarrollo de la ONU  (DOCO por sus siglas en inglés) es un componente clave del UNDG. La DOCO promueve el progreso social y económico proporcionando ayuda. Fue clave en la formación del UNDG en 1997. La DOCO unifica el sistema de la ONU y mejora la calidad de su ayuda al desarrollo. La coordinación supone más apoyo estratégico para prioridades y planes nacionales, hace más eficientes las operaciones, reduce costes de transacción para los gobiernos, y finalmente ayuda a alcanzar los Objetivos de Desarrollo del Milenio y otros objetivos de desarrollo internacionalmente acordados. Actualmente la DOCO actúa como secretariado, asesoría y unidad de apoyo técnico del UNDG. Conjunta el sistema de desarrollo de la ONU para promover el cambio y la innovación en desarrollo sostenible. El equipo proporciona pruebas sobre el terreno para informar políticamente, facilita la consecución compartida de resultados y promueve la excelencia y la coordinación en liderazgo de ONU. Su objetivo principal es que la ONU contribuya eficazmente al desarrollo.